# Cobo Center
Il Cobo Center è il maggior centro conferenze situato nella città di Detroit, nel Michigan (Stati Uniti d'America). Dedicato ad Albert Cobo, sindaco di Detroit tra il 1950 e il 1957, è stato disegnato da Gino Rossetti ed aperto nel 1960.
Nel centro si tengono il North American International Auto Show (NAIAS) nel mese di gennaio e l'Autorama nel mese di marzo.

## Posizione e collegamenti
Per raggiungere il centro a disposizione c'è il people mover di Detroit. Il Cobo è situato accanto alla Joe Louis Arena, ha a disposizione un ampio parcheggio con accesso diretto alla M-10.

## Storia

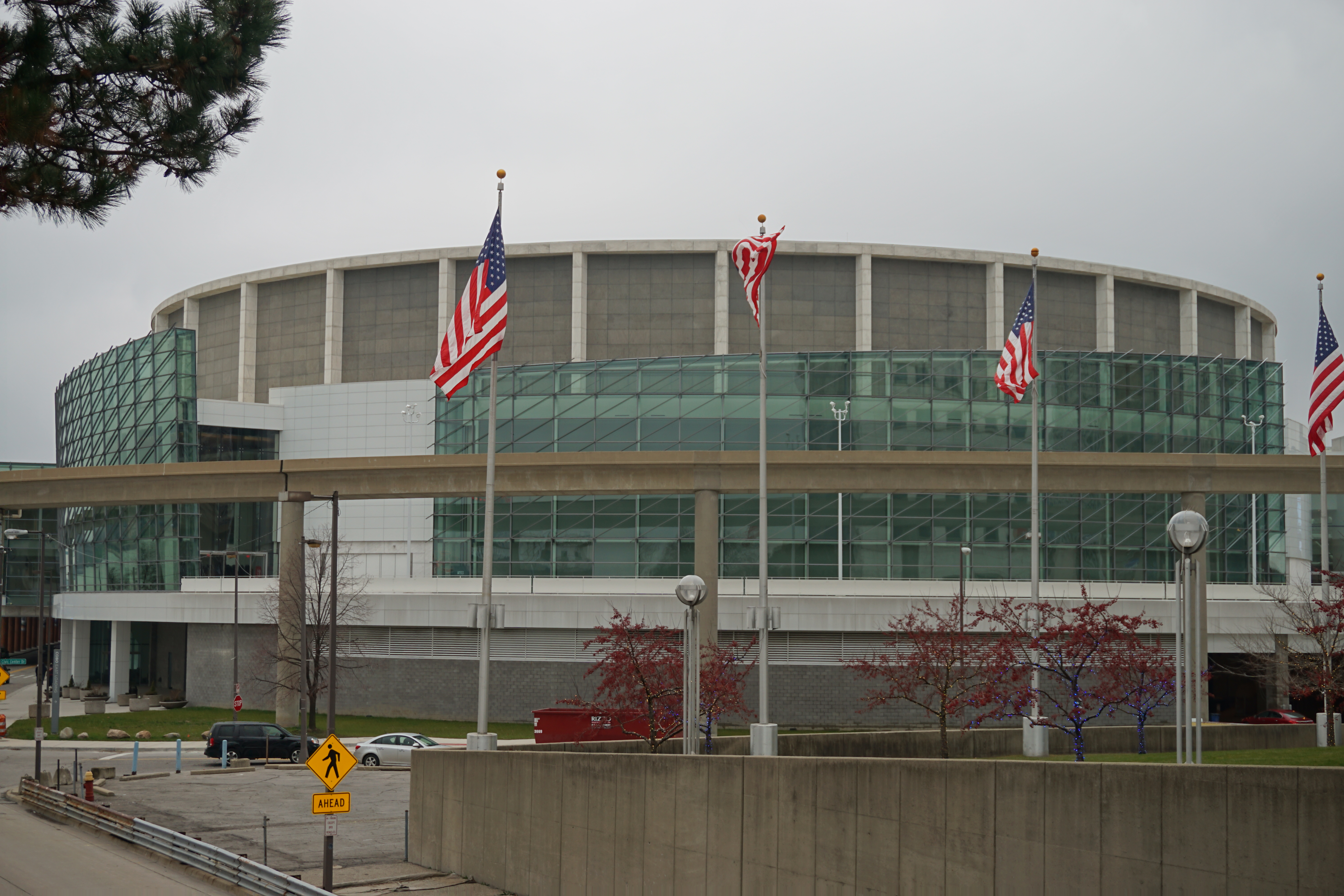
Cobo Hall dopo i lavori di ristrutturazione del 2015

Il centro inizialmente è costato 56 milioni di dollari e costruito in 4 anni. Venne collocato dove il colonista francese, Antoine Laumet de La Mothe Cadillac sbarcò nel luglio 1701. È stato uno dei primi mega centri conferenze statunitensi, è stato poi ingrandito ulteriormente nel 1989 con un lavoro di ristrutturazione da 225 milioni.
La prima conferenza nel Cobo è stata fatta negli anni sessanta dalla Florist Telegraph Delivery. La prima fiera è stata l'edizione numero 43 dell'Auto Industry Dinner, il 17 ottobre del 1960. Dal 1965 ad oggi è diventata sede dell'evento automobilistico più importante degli U.S.A., il NAIAS.
Ha ospitato nel corso degli anni concerti importanti e di gruppi e cantanti piuttosto noti: Doors, Jimi Hendrix, Rolling Stones, Kiss, The Who e Bruce Springsteen tra i tanti.